# 愛媛県幼稚園の廃園一覧
愛媛県幼稚園の廃園一覧（えひめけんようちえんのはいえんいちらん）は、愛媛県内の廃園となった幼稚園の一覧。対象となるのは、学制改革（1947年）以降に廃園となった幼稚園、及び分園である。園名は廃園当時のもの。廃園時に幼稚園（分園）が所在していた自治体がその後、合併により消滅している場合は、現行の自治体に含む。その他、現在休園中の県内の幼稚園や分園も事実上廃園となっているものが多いため、参考として本項に記載する。
（）内は、廃園になった年（もしくは、休園の措置が取られた年）、統合先の幼稚園など。明確な月日が記載されていないものは、3月31日付の廃園とする。

## 松山市
- 松山幼稚園（2009年松山認定こども園星岡へ移行）[1]
- 和光立花幼稚園（2010年）[2]
- コイノニア幼稚園〈旧〉（2010年認定こども園コイノニア幼稚園〈新〉へ移行）[3]
- 和光幼稚園（2012年休園[4]、2022年廃園[5]）
- 愛媛幼稚園〈旧〉（2015年幼保連携型認定こども園愛媛幼稚園〈新〉へ移行）[6]
- 愛媛星岡幼稚園〈旧〉（2015年幼保連携型認定こども園愛媛星岡幼稚園〈新〉へ移行）[6]
- 勝愛幼稚園〈旧〉（2015年幼保連携型認定こども園勝愛幼稚園〈新〉へ移行）[7]
- さくら幼稚園〈旧〉（2015年幼保連携型認定こども園さくら幼稚園〈新〉へ移行）[8]
- 東松山幼稚園〈2015年東松山こども園へ移行）[9]
- 大護幼稚園（2015年幼稚園型認定こども園大護幼稚園となり、2018年大護さとやま認定こども園へ移行）[10]
- 三葉幼稚園〈旧〉（2016年幼保連携型認定こども園三葉幼稚園〈新〉へ移行）[11]
- 花園幼稚園〈旧〉（2017年幼保連携型認定こども園花園幼稚園〈新〉へ移行）[12]
- 北梅本幼稚園〈旧〉（2018年認定こども園北梅本幼稚園〈新〉へ移行）[13]
- 高縄幼稚園〈旧〉（2019年幼保連携型認定こども園高縄幼稚園〈新〉へ移行）[14]
- くたに幼稚園〈旧〉（2022年幼保連携型認定こども園くたに幼稚園〈新〉へ移行）[15]

## 今治市
- 今治市立大西幼稚園（2009年）
- 今治幼稚園〈旧〉（2015年幼保連携型認定こども園今治幼稚園〈新〉へ移行）[16]
- こまどり幼稚園[17]（2015年空と海認定こども園[18]へ移行）
- 白ゆり幼稚園（休園開始時期不詳、2016年8月9日廃園）[19]
- 晴心幼稚園〈旧〉（2017年幼保連携型認定こども園晴心幼稚園〈新〉へ移行）[20]
- 波止浜虎岳幼稚園（2018年はしはまこがく認定こども園へ移行）[21]
- みどり幼稚園〈旧〉（2020年幼保連携型認定こども園みどり幼稚園〈新〉へ移行）[22]

## 宇和島市
- 宇和島市立畑地幼稚園（2016年休園、2018年廃園）[23]
- 宇和島市立番城幼稚園（2016年宇和島市立美徳保育園と統合し宇和島市立番城美徳認定こども園へ）[24]
- 宇和島市立三間幼稚園（2016年宇和島市立三間保育園と統合し宇和島市立三間認定こども園へ）[24]
- 宇和島市立九島幼稚園（2017年）[25]
- 伊吹幼稚園（2019年幼稚園型認定こども園いぶき幼稚園へ移行）[26]
- 宇和島市立清満幼稚園（2020年）[27]
- 環太平洋大学短期大学部附属幼稚園（2020年社会福祉法人元気の泉認定こども園元気の泉へ移行）[28]
- 和霊幼稚園（2020年）[29]
- 宇和島市立明倫幼稚園（2021年）[30]

## 八幡浜市
- 八幡浜市立松蔭幼稚園（2014年神山幼稚園へ統合）[31]
- たちばな幼稚園（休園開始時期不詳、2018年廃園）[32]
- 八幡浜市立神山幼稚園（2022年八幡浜市立神山保育所と統合し八幡浜市立神山こども園へ）[31]

## 新居浜市
- 七宝台幼稚園（休園開始時期不詳、2011年9月廃園）[33]
- 梅香幼稚園（休園開始時期不詳、2014年廃園）[34]
- 新居浜精華幼稚園（休園開始時期不詳、2016年8月9日廃園）[19]
- グレース幼稚園〈旧〉（2017年幼保連携型認定こども園グレース幼稚園〈新〉へ移行）[20]
- グレース第二幼稚園〈旧〉（2017年幼保連携型認定こども園グレース第二幼稚園〈新〉へ移行）[20]
- ひかり幼稚園〈旧〉（2019年認定こども園ひかり幼稚園〈新〉へ移行）[35]
- 新居浜市立王子幼稚園（2022年）[36]
- 泉幼稚園〈旧〉（2023年幼保連携型認定こども園泉幼稚園〈新〉へ移行）[37]

## 西条市
- 西条市立燧洋幼稚園（2016年）[38]
- 西条栄光幼稚園〈旧〉（2020年幼保連携型認定こども園西条栄光幼稚園〈新〉へ移行）[39]
- 西条市立国安幼稚園（2021年東予中央保育所と統合し西条市立国安こども園へ）[40]
- 壬生川幼稚園（2022年）[41]

## 大洲市
- 大洲市立中野幼稚園（2014年）
- 大洲市立正山幼稚園（2014年）
- 大洲市立大洲幼稚園（2021年大洲保育所および肱南保育所と統合し大洲市立大洲こども園へ）[42]
- 大洲市立肱川幼稚園（2021年肱川保育所と統合し大洲市立肱川こども園へ）[42]

## 伊予市
- 伊予市立からたち幼稚園（2020年社会福祉法人愛媛福祉会いよ未来こども園へ移行）[43]
- 中山町立野中幼稚園（2003年休園、2004年5月19日廃園）[44]
- 中山町立永木幼稚園（2005年）[44]

## 四国中央市
- 四国中央市立土居西幼稚園（休園開始時期不詳）[45]
- 四国中央市立中之庄幼稚園（2010年）

## 西予市
- 西予市立大和田幼稚園（2015年西予市立野村幼稚園へ統合）
- 西予市立渓筋幼稚園（同上）
- 西予市立中筋幼稚園（同上）
- 西予市立河成幼稚園（同上）

## 東温市
- 東温市立北吉井幼稚園〈旧〉（2022年東温市立認定こども園北吉井幼稚園〈新〉へ移行）[46]

## 伊予郡
- 愛育幼稚園〈旧〉（2019年幼保連携型認定こども園愛育幼稚園〈新〉へ移行）[47]
- 青葉幼稚園〈旧〉（2020年幼保連携型認定こども園青葉幼稚園〈新〉へ移行）[48]
- 松前町立古城幼稚園（2024年松前町立松前幼稚園へ統合）[49]

## 喜多郡
- 内子町立参川幼稚園（2014年内子町立小田幼稚園へ統合）[50]